# Rosa Mavila
Rosa Delsa Mavila León (Ayacucho, 7 de junio de 1952) es una abogada y política peruana. Fue congresista de la república durante el periodo 2011-2016 y presidenta del Instituto Nacional Penitenciario desde 2006 hasta el 2007, siendo la primera mujer en ocupar dicho cargo.

## Biografía
Nació en la ciudad de Ayacucho, el 7 de junio de 1952.
Realizó sus estudios primarios en el Colegio María Auxiliadora y los secundarios en el Colegio Nuestra Señora de las Mercedes de Ayacucho. Estudió la carrera de Derecho en la Universidad Nacional Federico Villarreal y Derecho Civil en la Pontificia Universidad Católica del Perú.
Fue docente y jefa de Asuntos Académicos en la Universidad Mayor de San Marcos. También laboró como procuradora de Asuntos Judiciales y Terrorismo en el Ministerio del Interior (2002-2003).
En el año 2006, Rosa Mavila fue nombrada como presidenta del Consejo Nacional Penitenciario en el Instituto Nacional Penitenciario del Perú, donde se convirtió en la primera mujer en la historia nacional en asumir dicho cargo. Sin embargo, Mavila terminó por renunciar al cargo en el año 2007 tras haber sido imputada por la entonces ministra Pilar Mazzetti como supuesta responsable del motín ocurrido en el penal Miguel Castro Castro.
Fue secretaria general del Ministerio de Educación durante el gobierno de Alejandro Toledo, desde 2001 hasta 2002.

## Carrera política
Su carrera política la inicia en las elecciones generales de 1990, donde Mavila fue candidata al Senado de la República por Izquierda Socialista, sin embargo, no resultó elegida. Intentó sin éxito postular al Congreso de la República por el partido Unión por el Perú en las elecciones parlamentarias del año 1995.

### Congresista de la República
Para las elecciones generales del año 2011, se integró al Partido Nacionalista Peruano de Ollanta Humala y fue presentada como parte del equipo técnico de la alianza Gana Perú.  Posteriormente Mavila fue nuevamente candidata al Congreso de la República en las elecciones parlamentarias y resultó elegida como congresista de la república para el periodo parlamentario 2011-2016, obteniendo 21,559 votos.
Durante su labor parlamentaria, fue presidenta de la Comisión Ordinaria de Inclusión Social (2011-2012), vicepresidenta de la Comisión Ordinaria, Constitución y Reglamento (2013-2014), vicepresidenta de las Comisiones de Multisectorial del Código Penal y de la Ordinaria, Constitución y Reglamento (2014-2016).
En junio del año 2012, junto a Javier Diez Canseco y Verónika Mendoza, renunciaron a la bancada de Gana Perú y formaron una bancada parlamentaria junto con los 5 congresistas de Acción Popular e independientes.
Durante las elecciones generales del año 2016, Mavila fue anunciad como candidata a la primera vicepresidencia en la plancha presidencial de Yehude Simon por el Partido Humanista Peruano. Sin embargo el 28 de marzo del mismo año, Simon decidió retirar su candidatura presidencial.